# Kyburgové

Šlechtický erb rodu Kyburgů používaný po roce 1264

Kyburgové byl šlechtický, hraběcí rod původně ze Švábska, vedlejší linie hrabat z Dillingenu. Na konci 12. a na počátku 13. století vládli Kyburskému hrabství, jež se rozkládalo na většině dnešního severovýchodního Švýcarska. Rod byl jedním ze čtyř nejmocnějších šlechtických rodů na švýcarské náhorní plošině (vedle Habsburků, Zähringů a Savojských). Po vymření mužské linie rodu Kyburgů v roce 1264 vznesl nárok na kyburské země Rudolf I. Habsburský a připojil je k habsburským državám. To vyvolalo paniku mezi ostatními švýcarskými oblastmi, které si nepřály habsburskou centralizaci moci a bylo bezprostředním impulsem ke vzniku staré švýcarské konfederace v roce 1291, původně vytvořené kantony Uri, Schwyz a Unterwalden. Novo-kyburská rodová linie založená Rudolfem vymřela roku 1417.